# Annabel Vernon
Annabel Vernon, född den 1 september 1982 i Truro i Storbritannien, är en brittisk roddare.
Hon tog OS-silver i scullerfyra i samband med de olympiska roddtävlingarna 2008 i Peking.